# Селлс, Майкл
Майкл Энтони Селлс (род. 8 мая 1949) — американский историк и религиовед. Преподаёт историю ислама и литературу в «Divinity School» при Чикагском университете. Специалист в области корановедения, суфизма, арабской и исламской любовной поэзии, мистицизме (греческом, исламском, христианском и еврейском) а также религиозном насилии. Автор термина «христославизм».

## Труды
Подготовленная и выпущенная Селлсом в 1999 году работа «Approaching the Qur’an: the Early Revelations» в 2002 году оказалась в центре судебного разбирательства «Yacovelli v. Moeser» после того, как была включена в летнюю программу «Университета Северной Каролины в Чапел-Хилле». Также Селлс опубликовал три работы об арабской поэзии «Desert Tracings: Six Classic Arabian Odes», «Stations of Desire» и «The Cambridge History of Arabic Literature, Al-Andalus», для которых он выступил не только в качестве одного из авторов, но и редакторов. Вклад Селлса в изучение исламского мистицизма включает работу «Early Islamic Mysticism», а также переводы и комментарии к Корану, хадисам, арабской поэзии, ранним суфийским работам. Проблеме взаимосвязи религии и насилия посвящены работы Селлса «The Bridge Betrayed: Religion and Genocide in Bosnia», и «The New Crusades: Constructing the Muslim Enemy», для которых он также выступил редактором. Сфера научных интересов Селлса включает Коран, исламскую любовную поэзию, сравнительное литературоведение, арабскую суфийскую поэзию и ибн Араби.

## Христославизм
Селлс считает, что религиозная мифология сыграла ключевую роль в боснийском геноциде:Задняя обложка, для описания этого он использовал термин «Христославизм»:36

Переход в ислам происходил лишь вследствие трусости и жадности, стабильные этнорелигиозные группы существовали в течение столетий, а также полное отторжение османских властей — в девятнадцатом веке эти три мифа стали основой новой религиозной идеологии — христославизма — убеждения, что славяне являются «природными» христианами и любое отступление от христианства есть предательство славянской расы.
Оригинальный текст (англ.)In the nineteenth century, the three myths – conversion to Islam based only upon cowardice and greed, stable ethnoreligious groups down through the centuries, and complete depravity of Ottoman rule – became the foundation for a new religious ideology, Christoslavism, the belief that Slavs are Christian by nature and that any conversion from Christianity is a betrayal of the Slavic race.

Селлс считает, что боснийский геноцид::89–90

«был мотивирован религией и был религиозно оправдан. Религиозные символы, мифологии, мифы о происхождении (чистой сербской расы), символ вдохновения (смерть Лазаря) и эсхатологические мотивы (воскрешение Лазаря) использовались религиозными националистами для воссоздания Милош Обилич, который мстит христоубийцам, предателям расы, чужакам, и, что иронично, ложно обвинённым соседям-фундаменталистам. Идеология проявлялась не только в речах и манифестах, но и в проявлениях зверств. Люди, пережившие концентрационные лагеря, рассказывали, что во время пыток, а также когда они молили о воде, их заставляли петь сербские религиозные националистические песни, слова в которых были изменены так, чтобы лучше соответствовать современному конфликту»
Оригинальный текст (англ.)was religiously motivated and religiously justified. Religious symbols, mythologies, myths of origin (pure Serb race), symbol of passion (Lazar's death), and eschatological longings (the resurrection of Lazar) were used by religious nationalists to create a re-duplicating Miloš Obilić, avenging himself on the Christ killer, the race traitor, the alien, and, ironically, the falsely accused 'fundamentalist' next door. The ideology operated not only in speeches and manifestos, but in specific rituals of atrocity. Survivors of concentration camps report that during torture sessions or when they begged for water they were made to sing Serbian religious nationalist songs reworded to reflect the contemporary conflict.

Селлс считает, что эти действия считались этнорелигиозным очищением::51 

Христославизм — убеждение, что славяне от природы являются христианами, а переход в любую другую религию — это предательство народа или расы, было необходимым для начавшей развиваться в 1989 году идеологии геноцида. Христославизм ставит принявших ислам славян, а также любых сочувствующих им христиан в положение Иуды Косова Вука Бранковича. Он ставит славян-мусульман вне границ нации, расы и народа. Это демонстрируется в поэме «Горный венец», там изображено, что может быть совершено с теми, кого считают нелюдями, и в чём, при определенных обстоятельствах, заключаются религиозный долг и священный акт очищения. Это переносит обобщённое проклятие Косова поля на славян-мусульман, в частности, проклятие против молока, которое позволит им размножиться. В своих актах геноцида с 1992 по 1995 годы Радован Караджич и его последователи привнесли традиции Косова поля в том виде, в котором они были сохранены Вуком Караджичем и преображены Негошем и Андричем, в ежедневный ритуал этнорелигиозного очищения.
Оригинальный текст (англ.)Christoslavism – the premise that Slavs are by essence Christian and that conversion to another religious is a betrayal of the people or race – was critical to the genocidal ideology being developed in 1989. Christoslavism places Slavic Muslims and any Christian who would tolerate them in the position of the Judas figure of Kosovo, Vuk Branković. It sets the Slavic Muslims outside the boundaries of nation, race, and people. As portrayed in The Mountain Wreath, it demonstrates what can be done to those defined as nonpeople and what is, under certain circumstances, a religious duty and a sacred, cleansing act. It transfers the generalized curse of Kosovo onto Slavic Muslims in particular, a curse against the natal milk that will allow them to progenerate. In their acts of genocide from 1992 through 1995, Radovan Karadžić and his followers integrated the Kosovo tradition, as it was handed down through Vuk Karadžić and transformed by Njegoš and Andrić, into the daily rituals of ethnoreligious purification.